# Райч, Бесси
Бесси Райч (англ. Bessie Raiche, полное имя Bessica Faith Raiche, урождённая Medlar; 1875—1932) — американская авиатриса, врач и бизнес-леди.
Считается первой женщиной в США, получившей разрешение и совершившей самостоятельный полёт на аэроплане в 1910 году. Её достижение было поставлено под сомнение существованием другого полёта американки — Бланш Скотт, совершённого несколько ранее в сентябре этого же года. Спор был урегулирован Американским авиационным обществом (Aeronautical Society of America), которое объявило полёт Бессики первым самостоятельным полётом женщины в Соединённых Штатах.

## Биография
Родилась 23 апреля 1875 года в городе Белойт, штат Висконсин, в семье Джеймса Медлара и его жены Элизабет. У Бесси была сестра Элис (1879—?). В 1880 году семья жила в городе Рокфорд, штат Иллинойс.
Бессика с детства интересовалась техникой и научилась водить автомобиль. Она также была музыкантом, художником и лингвистом, участвовала в соревнованиях по плаванию и стрельбе. В 1900 году она работала дантистом и жила в Нью-Хэмптоне, штат Нью-Гэмпшир. Во время переписи 1910 года Бесси вместе с овдовевшей матерью и сестрой Элис жили в городе Свэмпскотт, штат Массачусетс: Бесси была врачом, а Элис — учителем музыки (вокал). Бесси Райч вышла замуж за Франсуа Райча (1874—?) из Нью-Гэмпшира, родители которого были из Франции. После свадьбы они переехали в Минеолу, штат Нью-Йорк.
С мужем она построила биплан по типу братьев Райт у себя во дворе. Они использовали в своей конструкции бамбук и шёлк вместо более тяжёлого парусинового покрытия, которое использовали братья Райт. 16 сентября 1910 года на своём самодельном аэроплане в Хемпстед-Плейнс, штат Нью-Йорк, Бесси Райч совершила первый самостоятельный полет на самолёте, совершённый женщиной в Соединённых Штатах, что было подтверждено Американским авиационным обществом. Другая американка, Бланш Скотт, ранее в том же месяце выполнила воздушный полёт, но он был менее задокументированным. 13 октября 1910 года Райч была награждена украшенной бриллиантами золотой медалью с надписью «Первая женщина-авиатор в Америке» от Американского авиационного общества на обеде, который был проведён в её честь.
Затем Франсуа и Бесси Райч основали французско-американскую самолётостроительную компанию и построили ещё несколько самолётов, один из которых был разработан и пилотировался Бессикой. После серьёзной болезни ей запретили полёты и Бесси из авиации. Она поступила в медицинский институт и после получения степени доктора медицины стала практикующим врачом и одной из первых женщин — специалистов в области акушерства и гинекологии в США.
В 1915 году у супругов родилась дочь Кэтрин Райч (1915—1995). В 1920 году семья жила в Ньюпорт-Бич, штат Калифорния: Бессика была врачом, а Франсуа занимался адвокатской практикой. В 1923 году Бесси Райч занимала пост президента Медицинской ассоциации округа Ориндж (Orange County Medical Association).
Умерла во сне от сердечного приступа 11 апреля 1932 года в местечке Бальбоа-Айленд в Калифорнии. Была похоронена в Historical Mausoleum кладбища Fairhaven Memorial Park города Санта-Ана, Калифорния, где жила в последние годы жизни.